# NASCAR Grand National Series 1950
La NASCAR Grand National 1950 (attuale NASCAR Cup Series) è stata la 2ª stagione della storia della NASCAR.

## Cronaca
Al termine delle 19 gare di questa seconda stagione NASCAR, Bill Rexford e Fireball Roberts precedettero Lee Petty.

## Risultati
| Data | Gara   | Circuito                    | 1º               | 2º               | 3º               |
| ---- | ------ | --------------------------- | ---------------- | ---------------- | ---------------- |
| 1    | 5-feb  | Daytona Beach & Road Course | Harold Kite      | Red Byron        | Lloyd Moore      |
| 2    | 2-apr  | Charlotte Speedway          | Tim Flock        | Bob Flock        | Clyde Minter     |
| 3    | 16-apr | Langhorne Speedway          | Curtis Turner    | Lloyd Moore      | Jimmy Florian    |
| 4    | 21-mag | Martinsville Speedway       | Curtis Turner    | Jim Paschal      | Lee Petty        |
| 5    | 30-mag | Canfield Speedway           | Bill Rexford     | Glenn Dunnaway   | Lloyd Moore      |
| 6    | 18-giu | Vernon Fairgrounds          | Bill Blair       | Lloyd Moore      | Chuck Mahoney    |
| 7    | 25-giu | Dayton Speedway             | Jimmy Florian    | Dick Linder      | Buck Barr        |
| 8    | 2-giu  | Monroe County Fairgrounds   | Curtis Turner    | Bill Blair       | Lee Petty        |
| 9    | 23-lug | Charlotte Speedway          | Curtis Turner    | Chuck Mahoney    | Herb Thomas      |
| 10   | 13-ago | Occoneechee Speedway        | Fireball Roberts | Curtis Turner    | Dick Linder      |
| 11   | 20-ago | Dayton Speedway             | Dick Linder      | Red Harvey       | Herb Thomas      |
| 12   | 27-ago | Hamburg Speedway            | Dick Linder      | Fireball Roberts | Curtis Turner    |
| 13   | 4-set  | Darlington Raceway          | Johnny Mantz     | Fireball Roberts | Red Byron        |
| 14   | 17-set | Langhorne Speedway          | Fonty Flock      | Bill Blair       | Fireball Roberts |
| 15   | 24-set | North Wilkesboro Speedway   | Leon Sales       | Jack Smith       | Ewell Weddle     |
| 16   | 1-ott  | Vernon Fairgrounds          | Dick Linder      | Ted Swaim        | Lloyd Moore      |
| 17   | 15-ott | Martinsville Speedway       | Herb Thomas      | Lee Petty        | Buck Baker       |
| 18   | 15-ott | Funk's Speedway             | Lloyd Moore      | Bucky Sager      | Bill Rexford     |
| 19   | 29-ott | Occoneechee Speedway        | Lee Petty        | Buck Baker       | Weldon Adams     |

## Classifica
| #  | Pilota           | Pt.  |
| -- | ---------------- | ---- |
| 1  | Bill Rexford     | 1959 |
| 2  | Fireball Roberts | 1848 |
| 3  | Lee Petty        | 1590 |
| 4  | Lloyd Moore      | 1398 |
| 5  | Curtis Turner    | 1375 |
| 6  | Johnny Mantz     | 1282 |
| 7  | Chuck Mahoney    | 1217 |
| 8  | Dick Linder      | 1121 |
| 9  | Jimmy Florian    | 801  |
| 10 | Bill Blair       | 766  |